# Julien Serrano
Julien Serrano (Aix-en-Provence, Francia, 13 de febrero de 1998) es un futbolista francés que juega de defensa en el U. S. Créteil del Championnat National.

## Clubes
| Club                       | País    | Año       |
| -------------------------- | ------- | --------- |
| A. S. Monaco F. C.         | Francia | 2018-2021 |
| Círculo de Brujas (cedido) | Bélgica | 2019-2020 |
| A. S. Béziers (cedido)     | Francia | 2020      |
| Livingston F. C. (cedido)  | Escocia | 2020-2021 |
| U. S. Créteil              | Francia | 2021-     |